# Savallà del Comtat
Savallà del Comtat est une commune catalane, en Catalogne dans la comarque de Conca de Barberà dans la province de Tarragone.